# Vasaloppet 2012
Vasaloppet 2012 avgjordes söndagen  den 4 mars 2012 mellan Sälen och Mora, och var den 88:e upplagan av Vasaloppet. 2012 års kranskulla var Johanna Axelsson och kransmas  Erik Smedhs. Regerande Vasaloppsvinnare från Vasaloppet 2011 var Jörgen Brink och Jenny Hansson.
Vinnare i herrklassen blev för tredje gången i rad Jörgen Brink med tiden 3:38:41 vilket innebar nytt rekord. I damklassen segrade Vibeke Skofterud som också åkte på ny rekordtid 4:08:24 och blev första norska damsegrare. 
Det ansågs länge klart att den norska skidåkaren Petter Northug skulle  åka sitt första Vasalopp, men bara fyra dagar innan starten meddelade Northug att han avstod Vasaloppet på grund av magproblem.
Kronprins Frederik av Danmark genomförde loppet på 6:36:32 vilket innebar 5530:e plats.

## Slutresultat, herrar
Not: Pl = Placering, Nr = Startnummer, Tid = Sluttid
| Pl. | Nr  | Namn               | Klubb                | Land     | Tid     |
| --- | --- | ------------------ | -------------------- | -------- | ------- |
| 1   | 1   | Jörgen Brink       | Team United Bakeries | Sverige  | 3:38:41 |
| 2   | 20  | Daniel Tynell      | Team Tynell          | Sverige  | 3:38:41 |
| 3   | 2   | Stanislav Řezáč    | Patria Direct Team   | Tjeckien | 3:38:41 |
| 4   | 167 | Daniel Rickardsson | SC New Sweden        | Sverige  | 3:38:41 |
| 5   | 10  | Johan Kjølstad     | Team Trönder Avisa   | Norge    | 3:38:43 |
| 6   | 22  | Jimmie Johnsson    | Team Exspirit        | Sverige  | 3:38:43 |
| 7   | 4   | Anders Aukland     | Team Xtra personell  | Norge    | 3:38:44 |
| 8   | 12  | Audun Laugaland    | Team United Bakeries | Norge    | 3:38:44 |
| 9   | 3   | Jerry Ahrlin       | Team Xtra personell  | Sverige  | 3:38:46 |
| 10  | 137 | Jørgen Aukland     | Team Xtra personell  | Norge    | 3:38:55 |

## Slutresultat, damer
Not: Pl = Placering, Nr = Startnummer, Tid = Sluttid
| Pl. | Nr  | Namn               | Klubb               | Land    | Tid     |
| --- | --- | ------------------ | ------------------- | ------- | ------- |
| 1   | 510 | Vibeke Skofterud   |                     | Norge   | 4:08:24 |
| 2   | 505 | Laila Kveli        | Team Xtra personell | Norge   | 4:11:31 |
| 3   | 506 | Seraina Boner      | Team Exspirit       | Schweiz | 4:14:17 |
| 4   | 501 | Jenny Hansson      | Team Exspirit       | Sverige | 4:18:16 |
| 5   | 502 | Susanne Nyström    | Team Exspirit       | Sverige | 4:19:48 |
| 6   | 512 | Sara Svendsen      | Team Xtra personell | Norge   | 4:23:01 |
| 7   | 518 | Tatjana Mannima    |                     | Estland | 4:25:21 |
| 8   | 523 | Annika Löfström    |                     | Sverige | 4:25:57 |
| 9   | 515 | Solveig Steinsland |                     | Norge   | 4:26:00 |
| 10  | 508 | Mari Riseth Guin   | Team Trönder Avisa  | Norge   | 4:30:32 |

## Spurtpriser
Herrar
| Pl.          | Nr  | Namn              | Klubb                | Land     | Tid      |
| ------------ | --- | ----------------- | -------------------- | -------- | -------- |
| Smågan       | 164 | Victor Gustafsson |                      | Sverige  | 00:29:23 |
| Mångsbodarna | 29  | Anders Palmér     |                      | Sverige  | 01:01:13 |
| Risberg      | 14  | Thomas Henriksen  | Team United Bakeries | Norge    | 01:25:58 |
| Evertsberg   | 2   | Stanislav Řezáč   | Patria Direct Team   | Tjeckien | 01:58:23 |
| Oxberg       | 20  | Daniel Tynell     | Team Tynell          | Sverige  | 02:31:03 |
| Hökberg      | 3   | Jerry Ahrlin      | Team Xtra personell  | Sverige  | 02:54:10 |
| Eldris       | 137 | Jørgen Aukland    | Team Xtra personell  | Norge    | 03:17:50 |

Damer
| Pl.        | Nr  | Namn             | Klubb | Land  | Tid     |
| ---------- | --- | ---------------- | ----- | ----- | ------- |
| Evertsberg | 510 | Vibeke Skofterud |       | Norge | 2:10:45 |

## Delkontroller

### Smågan, herrar
Not: Pl = Placering, Nr = Startnummer, Tid = Passertid
| Pl. | Nr  | Namn               | Klubb                  | Land     | Tid   |
| --- | --- | ------------------ | ---------------------- | -------- | ----- |
| 1   | 164 | Victor Gustafsson  |                        | Sverige  | 29:23 |
| 2   | 182 | Lars Petter Stormo |                        | Norge    | 29:27 |
| 3   | 15  | Simen Østensen     | Team Xtra personell    | Norge    | 29:28 |
| 4   | 151 | Bill Impola        |                        | Sverige  | 29:28 |
| 5   | 216 | Svein Halvor Dahl  |                        | Sverige  | 29:29 |
| 6   | 26  | Martin Liljemark   |                        | Sverige  | 29:29 |
| 7   | 61  | Svein Tore Sinnes  | Team NPRO              | Norge    | 29:29 |
| 8   | 47  | Martin Rosvall     | Team Norra Skogsägarna | Sverige  | 29:30 |
| 9   | 134 | Petr Novak         | Patria Direct Team     | Tjeckien | 29:30 |
| 10  | 211 | Bruno Debertolis   |                        | Italien  | 29:30 |

### Smågan, damer
Not: Pl = Placering, Nr = Startnummer, Tid = Passertid
| Pl. | Nr  | Namn                   | Klubb               | Land    | Tid   |
| --- | --- | ---------------------- | ------------------- | ------- | ----- |
| 1   | 510 | Vibeke Skofterud       |                     | Norge   | 31:52 |
| 2   | 501 | Jenny Hansson          | Team Exspirit       | Sverige | 32:34 |
| 3   | 505 | Laila Kveli            | Team Xtra personell | Norge   | 33:12 |
| 4   | 512 | Sara Svendsen          | Team Xtra personell | Norge   | 33:16 |
| 5   | 518 | Tatjana Mannima        |                     | Estland | 33:36 |
| 6   | 520 | Kristin Mürer Stemland |                     | Norge   | 33:36 |
| 7   | 506 | Seraina Boner          | Team Exspirit       | Schweiz | 33:51 |
| 8   | 515 | Solveig Steinsland     |                     | Norge   | 33:53 |
| 9   | 502 | Susanne Nyström        | Team Exspirit       | Sverige | 34:10 |
| 10  | 523 | Annika Löfström        |                     | Sverige | 34:28 |

### Mångsbodarna, herrar
Not: Pl = Placering, Nr = Startnummer, Tid = Passertid
| Pl. | Nr  | Namn            | Klubb                | Land           | Tid     |
| --- | --- | --------------- | -------------------- | -------------- | ------- |
| 1   | 29  | Anders Palmér   |                      | Sverige        | 1:01:13 |
| 2   | 2   | Stanislav Řezáč | Patria Direct Team   | Tjeckien       | 1:01:13 |
| 3   | 251 | Andrew Musgrave |                      | Storbritannien | 1:01:13 |
| 4   | 46  | Kjetil Dammen   | Team Xtra personell  | Norge          | 1:01:22 |
| 5   | 4   | Anders Aukland  | Team Xtra personell  | Norge          | 1:01:23 |
| 6   | 15  | Simen Østensen  | Team Xtra personell  | Norge          | 1:01:23 |
| 7   | 137 | Jørgen Aukland  | Team Xtra personell  | Norge          | 1:01:23 |
| 8   | 255 | Martin Andersen |                      | Norge          | 1:01:23 |
| 9   | 3   | Jerry Ahrlin    | Team Xtra personell  | Sverige        | 1:01:23 |
| 10  | 12  | Audun Laugaland | Team United Bakeries | Norge          | 1:01:23 |

### Mångsbodarna, damer
Not: Pl = Placering, Nr = Startnummer, Tid = Passertid
| Pl. | Nr  | Namn                   | Klubb               | Land    | Tid     |
| --- | --- | ---------------------- | ------------------- | ------- | ------- |
| 1   | 501 | Jenny Hansson          | Team Exspirit       | Sverige | 1:06:17 |
| 2   | 510 | Vibeke Skofterud       |                     | Norge   | 1:06:55 |
| 3   | 506 | Seraina Boner          | Team Exspirit       | Schweiz | 1:08:03 |
| 4   | 512 | Sara Svendsen          | Team Xtra personell | Sverige | 1:08:05 |
| 5   | 505 | Laila Kveli            | Team Xtra personell | Norge   | 1:08:05 |
| 6   | 518 | Tatjana Mannima        |                     | Estland | 1:08:34 |
| 7   | 520 | Kristin Mürer Stemland |                     | Norge   | 1:09:23 |
| 8   | 502 | Susanne Nyström        | Team Exspirit       | Sverige | 1:09:36 |
| 9   | 515 | Solveig Steinsland     |                     | Norge   | 1:10:11 |
| 10  | 523 | Annika Löfström        |                     | Sverige | 1:11:00 |

### Risberg, herrar
Not: Pl = Placering, Nr = Startnummer, Tid = Passertid
| Pl. | Nr  | Namn             | Klubb                | Land     | Tid     |
| --- | --- | ---------------- | -------------------- | -------- | ------- |
| 1   | 14  | Thomas Henriksen | Team United Bakeries | Norge    | 1:25:58 |
| 2   | 12  | Audun Laugaland  | Team United Bakeries | Norge    | 1:25:59 |
| 3   | 16  | Arne Post        | Team United Bakeries | Norge    | 1:26:00 |
| 4   | 3   | Jerry Ahrlin     | Team Xtra personell  | Sverige  | 1:26:00 |
| 5   | 1   | Jörgen Brink     | Team United Bakeries | Sverige  | 1:26:00 |
| 6   | 20  | Daniel Tynell    | Team Tynell          | Sverige  | 1:26:00 |
| 7   | 211 | Bruno Debertolis |                      | Italien  | 1:26:00 |
| 8   | 46  | Kjetil Dammen    | Team Xtra personell  | Norge    | 1:26:00 |
| 9   | 22  | Jimmie Johnsson  | Team Exspirit        | Sverige  | 1:26:01 |
| 10  | 2   | Stanislav Řezáč  | Patria Direct Team   | Tjeckien | 1:26:01 |

### Risberg, damer
Not: Pl = Placering, Nr = Startnummer, Tid = Passertid
| Pl. | Nr  | Namn                   | Klubb               | Land    | Tid     |
| --- | --- | ---------------------- | ------------------- | ------- | ------- |
| 1   | 501 | Jenny Hansson          | Team Exspirit       | Sverige | 1:34:51 |
| 2   | 510 | Vibeke Skofterud       |                     | Norge   | 1:34:55 |
| 3   | 506 | Seraina Boner          | Team Exspirit       | Schweiz | 1:36:32 |
| 4   | 505 | Laila Kveli            | Team Xtra personell | Norge   | 1:36:37 |
| 5   | 512 | Sara Svendsen          | Team Xtra personell | Norge   | 1:36:38 |
| 6   | 518 | Tatjana Mannima        |                     | Estland | 1:37:46 |
| 7   | 502 | Susanne Nyström        | Team Exspirit       | Sverige | 1:38:45 |
| 8   | 520 | Kristin Mürer Stemland |                     | Norge   | 1:39:52 |
| 9   | 515 | Solveig Steinsland     |                     | Norge   | 1:39:56 |
| 10  | 523 | Annika Löfström        |                     | Sverige | 1:40:47 |

### Evertsberg, herrar
Not: Pl = Placering, Nr = Startnummer, Tid = Passertid
| Pl. | Nr  | Namn                   | Klubb                | Land     | Tid     |
| --- | --- | ---------------------- | -------------------- | -------- | ------- |
| 1   | 2   | Stanislav Řezáč        | Patria Direct Team   | Tjeckien | 1:58:23 |
| 2   | 46  | Kjetil Dammen          | Team Xtra personell  | Norge    | 1:58:24 |
| 3   | 14  | Thomas Henriksen       | Team United Bakeries | Norge    | 1:58:25 |
| 4   | 5   | Rikard Andreasson      | Team Exspirit        | Sverige  | 1:58:29 |
| 5   | 20  | Daniel Tynell          | Team Tynell          | Sverige  | 1:58:29 |
| 6   | 3   | Jerry Ahrlin           | Team Xtra personell  | Sverige  | 1:58:30 |
| 7   | 61  | Svein Tore Sinnes      | Team NPRO            | Norge    | 1:58:30 |
| 8   | 137 | Jørgen Aukland         | Team Xtra personell  | Norge    | 1:58:31 |
| 9   | 175 | Petter Soleng Skinstad | Team Trönder Avisa   | Norge    | 1:58:31 |
| 10  | 211 | Bruno Debertolis       |                      | Italien  | 1:58:31 |

### Evertsberg, damer
Not: Pl = Placering, Nr = Startnummer, Tid = Passertid
| Pl. | Nr  | Namn                   | Klubb               | Land    | Tid     |
| --- | --- | ---------------------- | ------------------- | ------- | ------- |
| 1   | 510 | Vibeke Skofterud       |                     | Norge   | 2:10:45 |
| 2   | 501 | Jenny Hansson          | Team Exspirit       | Sverige | 2:11:34 |
| 3   | 506 | Seraina Boner          | Team Exspirit       | Schweiz | 2:13:19 |
| 4   | 505 | Laila Kveli            | Team Xtra personell | Norge   | 2:13:20 |
| 5   | 512 | Sara Svendsen          | Team Xtra personell | Norge   | 2:13:21 |
| 6   | 518 | Tatjana Mannima        |                     | Estland | 2:13:21 |
| 7   | 502 | Susanne Nyström        | Team Exspirit       | Sverige | 2:16:03 |
| 8   | 515 | Solveig Steinsland     |                     | Norge   | 2:18:22 |
| 9   | 520 | Kristin Mürer Stemland |                     | Norge   | 2:18:29 |
| 10  | 523 | Annika Löfström        |                     | Sverige | 2:19:26 |

### Oxberg, herrar
Not: Pl = Placering, Nr = Startnummer, Tid = Passertid
| Pl. | Nr  | Namn               | Klubb                | Land     | Tid     |
| --- | --- | ------------------ | -------------------- | -------- | ------- |
| 1   | 20  | Daniel Tynell      | Team Tynell          | Sverige  | 2:31:03 |
| 2   | 3   | Jerry Ahrlin       | Team Xtra personell  | Sverige  | 2:31:04 |
| 3   | 167 | Daniel Rickardsson | SC New Sweden        | Sverige  | 2:31:05 |
| 4   | 1   | Jörgen Brink       | Team United Bakeries | Sverige  | 2:31:05 |
| 5   | 2   | Stanislav Řezáč    | Patria Direct Team   | Tjeckien | 2:31:06 |
| 6   | 16  | Arne Post          | Team United Bakeries | Norge    | 2:31:06 |
| 7   | 12  | Audun Laugaland    | Team United Bakeries | Norge    | 2:31:07 |
| 8   | 160 | Eldar Rönning      | Team Trönder Avisa   | Norge    | 2:31:07 |
| 9   | 10  | Johan Kjølstad     | Team Trönder Avisa   | Norge    | 2:31:07 |
| 10  | 137 | Jörgen Aukland     | Team Xtra personell  | Norge    | 2:31:08 |

### Oxberg, damer
Not: Pl = Placering, Nr = Startnummer, Tid = Passertid
| Pl. | Nr  | Namn                   | Klubb               | Land    | Tid     |
| --- | --- | ---------------------- | ------------------- | ------- | ------- |
| 1   | 510 | Vibeke Skofterud       |                     | Norge   | 2:46:50 |
| 2   | 501 | Jenny Hansson          | Team Exspirit       | Sverige | 2:50:02 |
| 3   | 506 | Seraina Boner          | Team Exspirit       | Schweiz | 2:51:27 |
| 4   | 505 | Laila Kveli            | Team Xtra personell | Norge   | 2:51:32 |
| 5   | 512 | Sara Svendsen          | Team Xtra personell | Norge   | 2:52:01 |
| 6   | 502 | Susanne Nyström        | Team Exspirit       | Sverige | 2:55:06 |
| 7   | 518 | Tatjana Mannima        |                     | Estland | 2:55:08 |
| 8   | 515 | Solveig Steinsland     |                     | Norge   | 2:58:20 |
| 9   | 523 | Annika Löfström        |                     | Sverige | 2:59:29 |
| 10  | 520 | Kristin Mürer Stemland |                     | Norge   | 2:59:35 |

### Hökberg, herrar
Not: Pl = Placering, Nr = Startnummer, Tid = Passertid
| Pl. | Nr  | Namn                 | Klubb                | Land     | Tid     |
| --- | --- | -------------------- | -------------------- | -------- | ------- |
| 1   | 3   | Jerry Ahrlin         | Team Xtra personell  | Sverige  | 2:54:10 |
| 2   | 10  | Johan Kjølstad       | Team Trönder Avisa   | Norge    | 2:54:11 |
| 3   | 167 | Daniel Rickardsson   | SC New Sweden        | Sverige  | 2:54:12 |
| 4   | 20  | Daniel Tynell        | Team Tynell          | Sverige  | 2:54:12 |
| 5   | 2   | Stanislav Řezáč      | Patria Direct Team   | Tjeckien | 2:54:13 |
| 6   | 1   | Jörgen Brink         | Team United Bakeries | Sverige  | 2:54:13 |
| 7   | 137 | Jørgen Aukland       | Team Xtra personell  | Norge    | 2:54:13 |
| 8   | 4   | Anders Aukland       | Team Xtra personell  | Norge    | 2:54:16 |
| 9   | 139 | Christoffer Callesen | Team Xtra personell  | Norge    | 2:54:16 |
| 10  | 160 | Eldar Rönning        | Team Trönder Avisa   | Norge    | 2:54:16 |

### Hökberg, damer
Not: Pl = Placering, Nr = Startnummer, Tid = Passertid
| Pl. | Nr  | Namn                   | Klubb               | Land    | Tid     |
| --- | --- | ---------------------- | ------------------- | ------- | ------- |
| 1   | 510 | Vibeke Skofterud       |                     | Norge   | 3:13:56 |
| 2   | 505 | Laila Kveli            | Team Xtra personell | Norge   | 3:18:25 |
| 3   | 506 | Seraina Boner          | Team Exspirit       | Schweiz | 3:18:51 |
| 4   | 501 | Jenny Hansson          | Team Exspirit       | Sverige | 3:19:15 |
| 5   | 512 | Sara Svendsen          | Team Xtra personell | Norge   | 3:22:54 |
| 6   | 502 | Susanne Nyström        | Team Exspirit       | Sverige | 3:23:35 |
| 7   | 518 | Tatjana Mannima        |                     | Estland | 3:25:07 |
| 8   | 515 | Solveig Steinsland     |                     | Norge   | 3:28:19 |
| 9   | 523 | Annika Löfström        |                     | Sverige | 3:28:57 |
| 10  | 520 | Kristin Mürer Stemland |                     | Norge   | 3:30:59 |

### Eldris, herrar
Not: Pl = Placering, Nr = Startnummer, Tid = Passertid
| Pl. | Nr  | Namn               | Klubb                | Land     | Tid     |
| --- | --- | ------------------ | -------------------- | -------- | ------- |
| 1   | 137 | Jørgen Aukland     | Team Xtra personell  | Norge    | 3:17:50 |
| 2   | 1   | Jörgen Brink       | Team United Bakeries | Sverige  | 3:18:01 |
| 3   | 3   | Jerry Ahrlin       | Team Xtra personell  | Sverige  | 3:18:01 |
| 4   | 20  | Daniel Tynell      | Team Tynell          | Sverige  | 3:18:02 |
| 5   | 2   | Stanislav Řezáč    | Patria Direct Team   | Tjeckien | 3:18:02 |
| 6   | 167 | Daniel Rickardsson | SC New Sweden        | Sverige  | 3:18:03 |
| 7   | 22  | Jimmie Johnsson    | Team Exspirit        | Sverige  | 3:18:04 |
| 8   | 10  | Johan Kjølstad     | Team Trönder Avisa   | Norge    | 3:18:04 |
| 9   | 4   | Anders Aukland     | Team Xtra personell  | Norge    | 3:18:05 |
| 10  | 12  | Audun Laugaland    | Team United Bakeries | Norge    | 3:18:05 |

### Eldris, damer
Not: Pl = Placering, Nr = Startnummer, Tid = Passertid
| Pl. | Nr  | Namn               | Klubb               | Land    | Tid     |
| --- | --- | ------------------ | ------------------- | ------- | ------- |
| 1   | 510 | Vibeke Skofterud   |                     | Norge   | 3:42:34 |
| 2   | 505 | Laila Kveli        | Team Xtra personell | Norge   | 3:46:44 |
| 3   | 506 | Seraina Boner      | Team Exspirit       | Schweiz | 3:48:26 |
| 4   | 501 | Jenny Hansson      | Team Exspirit       | Sverige | 3:50:51 |
| 5   | 502 | Susanne Nyström    | Team Exspirit       | Sverige | 3:53:35 |
| 6   | 512 | Sara Svendsen      | Team Xtra personell | Norge   | 3:54:54 |
| 7   | 518 | Tatjana Mannima    |                     | Estland | 3:57:36 |
| 8   | 523 | Annika Löfström    |                     | Sverige | 3:59:37 |
| 9   | 515 | Solveig Steinsland |                     | Norge   | 3:59:44 |
| 10  | 520 | Ulrica Persson     |                     | Sverige | 4:04:14 |

## TV
Ett antal internationella tv-kanaler visade loppet, nämligen:
- TV2, Norge
- TV2 Sport, Danmark
- Czech TV, Tjeckien
- PCTV, Mexiko
- Rogers, Kanada
- MTV3, Finland
- DigiSport, Ungern
- DigiSport, Rumänien
- Nova Sport, Grekland
- SPTV, Kroatien
- Sport+, Frankrike
- Laola1.tv, Tyskland, Schweiz, Österrike
- KZ Sport, Kazakstan
- ARD/ZDF, Tyskland (Nyheter)
- SRG, Schweiz (Nyheter)
- EBU (Nyheter)